# Sinagoga de Carmagnola
La sinagoga de Carmagnola, ubicada en via Bertini, es un ejemplo aún intacto de una sinagoga de gueto piamontés.

## El edificio
La sinagoga de Carmagnola, considerada una de las más bellas de Italia por su mobiliario original, fue construida en el primer piso de uno de los edificios del gueto, establecido en 1724, para reemplazar una sinagoga anterior, todavía en uso en 1724 y que estaría ubicado en piazza Sant'Agostino. La nueva sinagoga se menciona por primera vez en un documento de 1786.

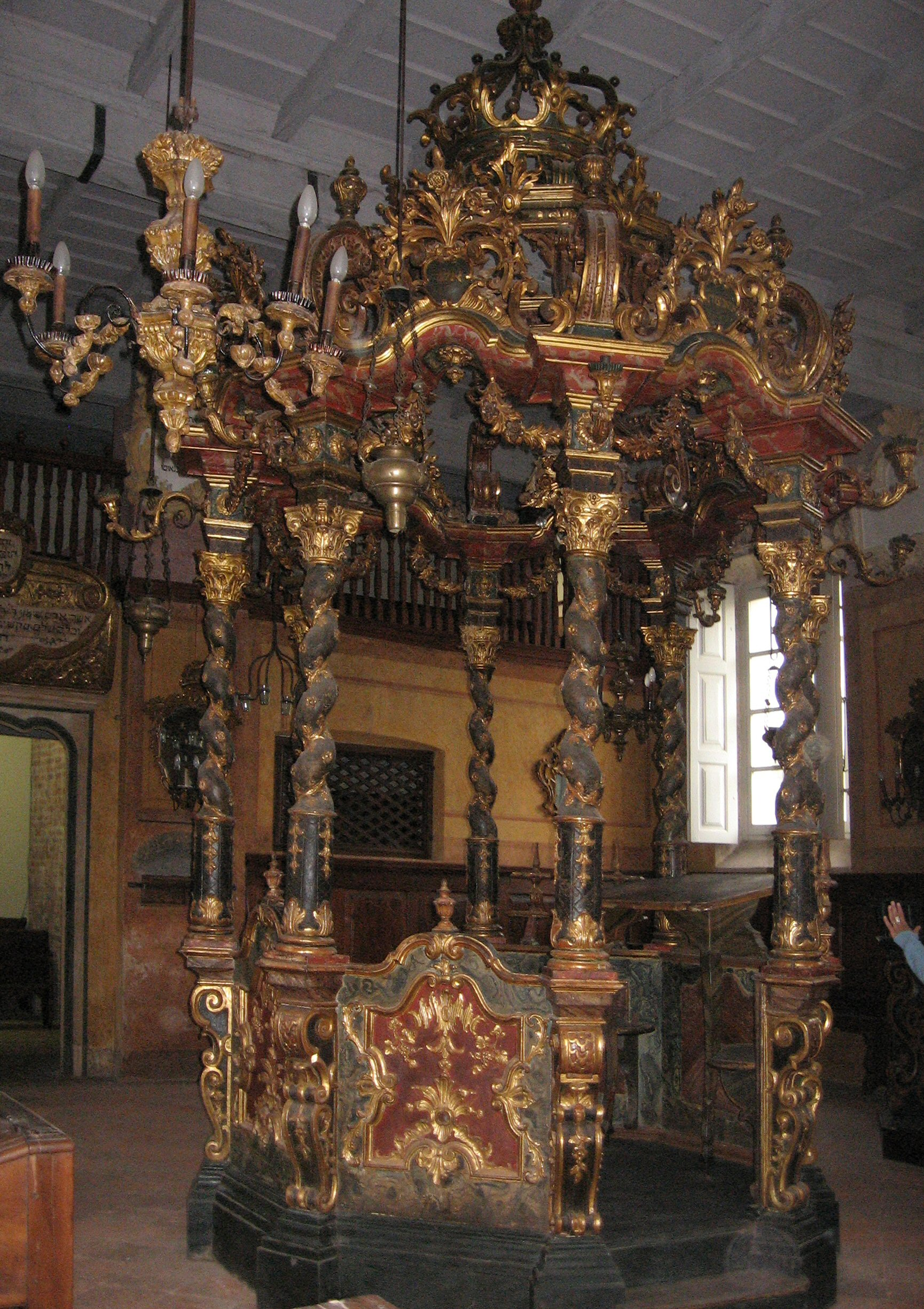
La bimah

La entrada estaba en via Bellini. Como es típico de todas las sinagogas del gueto, el exterior está limpio y sin adornos y de ninguna manera delata la presencia del lugar de culto. Una escalera de caracol conduce arriba a un vestíbulo decorado con frescos, con un Netilat Yadaym (lavabo para abluciones). De allí se pasa a la sala del templo, de planta rectangular (8,55 x 10,5 m). El piso, realizado de baldosas cuadradas de terracota, el techo con vigas de madera a la vista. A lo largo de las paredes hay siete grandes ventanales, rodeados de decoraciones de estuco.
Los muebles de madera, de estilo barroco, son de los siglos XVII y XVIII; algunos de ellos parecen provenir de un lugar de culto más antiguo o diferente, ya que son claramente demasiado grandes en comparación con el entorno actual.
La sala conserva la distribución típica de las sinagogas en el período anterior a la emancipación. En el centro se coloca la bimah octogonal de madera policromada de 1766, con bancos del siglo XVII ocupando los cuatro lados. Del techo cuelgan cinco candelabros de madera dorada del siglo XVIII.
El aron está ubicado en la pared a la izquierda de la entrada; tiene puertas ricamente decoradas tanto por dentro como por fuera, con escenas que representan el Templo de Jerusalén, la Menora, las Tablas de la Ley y el Altar de los Sacrificios. Está flanqueado por dos columnas retorcidas, con dos pilastras de estuco. A ambos lados de la pared hay dos ventanas ovaladas.
Desde la escalera de acceso, se encamina hasta la pequeña Ezrat Nashim, construida sobre el vestíbulo y separada de la sala de oración por una Mejitzá de madera.
La sinagoga se usó por última vez para una boda en 1939. Después de un período en desuso, ha sido objeto de una cuidadosa restauración, llevada a cabo con la contribución de la Región de Piamonte, la Provincia de Turín, la Ciudad de Carmagnola, la Compagnia di San Paolo, la Fondazione CRT y donaciones privadas. La comunidad judía de Turín ha instalado una pequeña exposición permanente en la planta baja. Abierta al público de forma regular, la sinagoga de Carmagnola se ha convertido en un frecuentado lugar de visita.

## Otros proyectos
- Wikimedia Commons contiene imágenes u otros archivos de la sinagoga di Carmagnola